# Khotkovo
Khotkovo (en russe : Хотьково) est une ville de l'oblast de Moscou, en Russie. Sa population s'élevait à 21 444 habitants en 2017.

## Géographie
Khotkovo est située sur la rivière Moskva, à 60 km au nord de Moscou et à 11 km au sud-ouest de Serguiev Possad, centre administratif du raïon dont Khotkovo fait partie.

## Histoire
La première mention de Khotkovo remonte à l'année 1308. Khotkovo reçut le statut de commune urbaine en 1938 puis celui de ville en 1949. La localité est connue comme le site d'un monastère, fondé par les parents du grand saint Serge de Radonège. La communauté d'artistes d'Abramtsevo (XIXe siècle) est située à cinq kilomètres de Khotkovo.

## Population
Recensements (*) ou estimations de la population
| 1959*  | 1970*  | 1979*  | 1989*  | 2002*  | 2010*  |
| ------ | ------ | ------ | ------ | ------ | ------ |
| 14 341 | 18 192 | 22 140 | 23 343 | 20 957 | 21 505 |

| 2012   | 2013   | 2014   | 2015   | 2016   | 2017   |
| ------ | ------ | ------ | ------ | ------ | ------ |
| 21 536 | 21 768 | 21 697 | 21 687 | 21 538 | 21 444 |

## Économie
La principale entreprise industrielle de la ville est : AOOT Teploïzoplit (АООТ Теплоизоплит) : matériaux d'isolation.